# ФК Стандарт
„Роял Стандарт дьо Лиеж“ (на френски: Royal Standard de Liège), известен и като „Стандарт Лиеж“, е футболен клуб от град Лиеж, Белгия.
Играе домакинските си срещи с бяло-червени екипи на стадион „Морис Дюфран" с капацитет от 30 143 зрители.
От 1921 година до наши дни Стандарт Лиеж е неизменен участник в елитната Юпилер лига. През 1923 клубът добавя към името си думата royal, която означава „кралски“ и се дава лично от монарха на всяко дружество, навършило половин век, въпреки че тогава клубът празнува едва 25-годишен юбилей.
През 1957/58 отборът от град Лиеж грабва родната титла за първи път в своята история, а през следващия сезон прави дебют в турнира за КЕШ, където пише отличен на шотландския Хартс и португалския Спортинг Лисабон като ги бие съответно с 6:3 и 6:2 сумирани резултати. На четвъртфиналния сблъсък обаче отстъпва пред бъдещия финалист Реймс.
През сезон 1969/70 Стандарт Лиеж достига до ½ финалите за КЕШ като елиминира последователно Сент Етиен, Галатасарай и Фейенорд.
80-те години са доста противоречив период за белгийския тим. През сезон 1981/82 „червените" играят финал за КНК, който губят от Барселона с 2:1. Този триумф обаче е помрачен от грандиозен скандал, избухнал две години по-късно. През 1984 излиза наяве неспортсменската проява на треньора Раймонд Гьоталс, който убеждава ръководството на Стандард Лиеж да подкупи някои от играчите на Ватершей, за да си осигури лека победа в последния мач от елита и да предпази футболистите си от травми преди паметния сблъсък с испанския гранд. След като историята се раздува, известният специалист подава оставка.
От позорната случка си пати и един от най-успелите белгийски футболисти в последните две десетилетия – Ерик Герец, който по това време е футболист на Стандард Лиеж.
Цели 20 години са нужни на отбора да се стабилизира след този скандал. Така с новия век започва и възродителния процес в Стандарт Лиеж, а той от своя страна става възможен благодарение на Робер Луи-Драйфус – притежателят на основния пакет акции на Олимпик Марсилия. Френският бизнесмен си печели слявата на благодетел на изпаднали в немилост отбори, след като именно той измъква от кризата тима от пристанищния град. През 2002 Луи-Драйфус поема под крилото си и закъсалия белгийски тим, който само четири години по-късно става подгласник на шампиона в Юпилер лигата и така печели правото да участва в квалификационната фаза на Шампионската лига.
През сезон 2007/2008 Стандарт Лиеж печели първата си родна титла от четвърт век насам, а през следващата кампания достига до 1/16 финалите за Купата на УЕФА, но отпада от Спортинг Брага с 1:4 общ резултат от двете срещи. Няколко месеца по-късно „червените" отново са първенци на Белгия. През 2009/2010 те отпадат от Група H на Шампионската лига, но за сметка на това играят ¼ финал в Лига Европа, където се препъват в Хамбургер след две загуби с 1:2 и 1:3.
Той е сред най-титулуваните отбори в Белгия със своите 10 спечелени титли – последните през сезони 2007 – 08 и 2008 – 09. Спечелили са 5 купи на Белгия, а през 1982 г. стигат до финал на КНК, който губят от „Барселона“ с 2:1.

## Отличия

### Национални
Белгийска лига
- Шампион (10): 1957/58, 1960/61, 1962/63, 1968/69, 1969/70, 1970/71, 1981/82, 1982/83, 2007/08, 2008/09
- Вицешампион (13): 1925/26, 1927/28, 1935/36, 1961/62, 1964/65, 1972/73, 1979/80, 1992/93, 1994/95, 2005/06, 2010/11, 2013/14, 2017/18
- Бронзов медал (18): 1926/27, 1933/34, 1948/49, 1954/55, 1958/59, 1963/64, 1965/66, 1967/68, 1971/72, 1976/77, 1977/78, 1978/79, 1980/81, 1985/86, 1991/92, 2000/01, 2003/04, 2006/07

Купа на Белгия
- Носител (8): 1953/54, 1965/66, 1966/67, 1980/81, 1992/93, 2010/11, 2015/16, 2017/18
- Финалист (10): 1964/65, 1971/72, 1972/73, 1983/84, 1987/88, 1988/89, 1998/99, 1999/00, 2006/07, 2020/21

Купа на Лигата
- Носител (1): 1975

Белгийска Суперкупа
- Носител (4): 1981, 1983, 2008, 2009
- Финалист (4): 1993, 1982, 2011, 2016

### Международни
Купа на носителите на купи
- Финалист (1): 1981/82